# محمد أمين (صحفي)
محمد أمين (5 نوفمبر 1969 - )، صحفي مصري.

## بدايته
ولد في قرية المطاوعة إحدى قرى مركز ههيا محافظة الشرقية. درس الآداب بجامعة الزقازيق بقسم الجغرافيا 1992، وحصل على تمهيد الماجيستير من كلية الآداب جامعة عين شمس بتقدير جيد جدًا عام 1993، وحصل علي زمالة كلية الدفاع الوطني بأكاديمية ناصر العسكرية العليا عام 2013 موضوع الزمالة «تأثير الإعلام علي الأمن القومي» دراسة مقارنة ( الفترة من 1967 وحتي 1973 والفترة من 25 يناير 2011 وحتي 30 ديسمبر 2012).

## عمله بالصحافة
- تولى منصب رئيس مجلس أمناء المصري اليوم عام 2016.[1]
- تولي منصب رئيس تحرير مجلة أكتوبر القاهرية منذ يوليو 2017.
- عمل مديرًا لمكتب جريدة الوطن العمانية بالقاهرة.
- عمل مراسلًا لوكالة الأنباء الفرنسية.
- عمل رئيسًا لتحرير شبكة انفراد الإخبارية
- عمل بالصحافة منذ عام 1991 في قسم التحقيقات بجريدة النبأ.